# 特伦特·斯蒂德
特伦特·斯蒂德（英語：Trent Steed，1977年5月6日—），澳大利亚男子游泳运动员。他曾代表澳大利亚参加1998年英联邦运动会游泳比赛，获得男子400米个人混合泳金牌。他也曾参加1996年夏季奥运会。